# 에비노이노역
에비노이노역(일본어: えびの飯野駅)은 일본 미야자키현 에비노시에 위치한 규슈 여객철도 깃토 선의 철도역이다. 섬식 승강장 1면 2선의 구조를 갖춘 지상역이다.

## 이용 현황
| 연도     | 하루 평균 | 연도     | 하루 평균 |
| 2002년도 | 254       | 2008년도 | 260       |
| 2003년도 |           | 2009년도 | 238       |
| 2004년도 | 242       | 2010년도 | 243       |
| 2005년도 | 238       | 2011년도 | 215       |
| 2006년도 | 272       | 2012년도 | 253       |
| 2007년도 | 246       |          |           |
| -------- | --------- | -------- | --------- |

## 역 주변
- 에비노 제 1 병원
- 미야자키 자동차도

## 역사
- 1912년 10월 1일 : 이노역으로서 개업.
- 1980년 10월 1일 : 화물 영업 정지.
- 1987년 4월 1일 : 일본국유철도 분할 민영화에 의해, 규슈 여객철도가 승계.
- 1990년 11월 1일 : 에비노이노역으로 개칭.

## 인접 역
| 깃토 선                    | 깃토 선   | 깃토 선                      |
| -------------------------- | --------- | ---------------------------- |
| 에바노우와에 요시마쓰 방면 | ■ 깃토 선 | 니시코바야시 미야코노조 방면 |